# Bisa
Bisa is een eiland in de Molukken in Indonesië dat deel uitmaakt van de Obi-eilanden. Het is 174 km² groot en de grootste hoogte is 469 m.

## Zoogdieren
Op het eiland komen de volgende zoogdieren voor:
- Gen. et sp. nov. Bisa
- Hipposideros cervinus
- Macroglossus minimus
- Melomys obiensis
- Nyctimene albiventer
- Phalanger rothschildi
- Pteropus chrysoproctus
- Pteropus conspicillatus
- Pteropus personatus
- Rattus rattus (geïntroduceerd)
- Rhinolophus euryotis